# Fucking tøs
Fucking tøs er en dansk kortfilm fra 2013 instrueret af Kira Richards Hansen efter manuskript af Signe Søby Bech.
Filmen blev tildelt Region Skånes kortfilmspris i 2013.

## Synopsis
En coming-of-age-historie om Alex, en 12-årig drengepige, som har svært ved at forholde sig til det at være pige. Hun har opbygget sit eget drengeunivers, hvor hun maler graffiti og strejfer rundt med sine venner. Aggressiv kæmper hun for at holde sine følelser og den spirende seksualitet fra livet. 